# Kattögeltjärnen (naturreservat)
Kattögeltjärnen är ett naturreservat i Strömsunds kommun i Jämtlands län.
Området är naturskyddat sedan 2010 och är 797 hektar stort. Reservatet omfattar tjärnen Kattögeltjärnen med omgivande barrskogsområde med inslag av rikkärr.